# Liste der Bodendenkmäler in Helmbrechts
Auf dieser Seite sind die Bodendenkmäler in der oberfränkischen Stadt Helmbrechts zusammengestellt. Diese Tabelle ist eine Teilliste der Liste der Bodendenkmäler in Bayern. Grundlage ist die Bayerische Denkmalliste, die auf Basis des Bayerischen Denkmalschutzgesetzes vom 1. Oktober 1973 erstmals erstellt wurde und seither durch das Bayerische Landesamt für Denkmalpflege geführt wird. Die folgenden Angaben ersetzen nicht die rechtsverbindliche Auskunft der Denkmalschutzbehörde.

## Bodendenkmäler in Helmbrechts
| Lage       | Objekt                                                                                    | Akten-Nr.     | Bild |
| ---------- | ----------------------------------------------------------------------------------------- | ------------- | ---- |
| (Standort) | Mittelalterlicher Turmhügel.                                                              | D-4-5735-0008 |      |
| (Standort) | Mittelalterliche und frühneuzeitliche Vorgängerbauten der neuzeitlichen Kath. Pfarrkirche | D-4-5735-0053 |      |
| (Standort) | Verebneter Grabhügel vorgeschichtlicher Zeitstellung.                                     | D-4-5736-0005 |      |
| (Standort) | Teilweise verebneter Turmhügel sowie Wüstung des Mittelalters und der frühen Neuzeit.     | D-4-5736-0016 |      |
| (Standort) | Wüstung des hohen und späten Mittelalters.                                                | D-4-5736-0019 |      |
| (Standort) | Wüstung des Mittelalters und der frühen Neuzeit.                                          | D-4-5736-0020 |      |
| (Standort) | Mittelalterliche und frühneuzeitliche Befunde im Bereich des Stadtkerns von Helmbrechts   | D-4-5736-0021 |      |
| (Standort) | Untertägige Teile von mittelalterlichen und frühneuzeitlichen Vorgängerbauten             | D-4-5736-0022 |      |
| (Standort) | Abgegangene mittelalterliche und frühneuzeitliche Pfarrkirche.                            | D-4-5736-0038 |      |
| (Standort) | Wüstung des Mittelalters und der frühen Neuzeit.                                          | D-4-5736-0057 |      |
| (Standort) | Wüstung des Mittelalters und der frühen Neuzeit.                                          | D-4-5736-0115 |      |
| (Standort) | Wüstung des Mittelalters und der frühen Neuzeit.                                          | D-4-5736-0118 |      |